# Lorenz Tuxen
Lorenz Tuxen (auch: L. Tychsen genannt) (* 31. August 1618 auf dem Gut Seegaard in Husby; † 11. März 1682 in Asminderød) war ein dänischer Reitvogt und Vizepräsident am Hofgericht.

## Leben und Wirken
Lorenz Tuxens Vorfahren, deren Familienname ein Patronymikon von „Tucke“ war, gingen zurück auf einen gleichnamigen Pfarrer, der von 1585 bis 1602 in Großsolt wirkte. Loren Tuxen war ein Sohn von Tucke Lorenzen Tuxen († ungefähr 1650), der das Gut Seegaard besaß und dessen Ehefrau Marine (ungefähr 1576–1661), die in erster Ehe mit dem verstorbenen Nis Madsen verheiratet gewesen war.
Tucke lernte im land- und forstwirtschaftlichen Betrieb seines Vaters und ging vermutlich auf eine Schule in Flensburg. Er sprach sowohl die dänische als auch die deutsche Sprache. Ohne eine Universität besucht zu haben, besaß er wichtiges Wissen in Rechnungswesen, Verwaltung und Jura. Er hatte eine Sammlung wertvoller Bücher, die unter anderem die Kriegskunst behandelten.
Tuxen diente während des Torstenssonkriegs von 1643 bis 1645 vermutlich als Artillerie-Ingenieur. Anschließend diente er dem Hofmarschall von Pentz. Als Bevollmächtigter von Sophie Amalie von Braunschweig-Calenberg wurde er 1651 zum Reitvogt auf Schloss Hirschholm ernannt.
Im August 1658 ließ der schwedische König Karl X. Gustav Dänemark angreifen und seine Truppen von Korsør Richtung Kopenhagen ziehen. Schiffe der schwedischen Kriegsflotte blockierten gleichzeitig den Öresund. Lorenz Tuxen erhielt den Befehl, im Schloss Hirschholm zu verbleiben und den anrückenden Schweden größtmöglichen Schaden zuzufügen. Schwedische Truppen erreichten daraufhin Kopenhagen und zogen durch den Norden Seelands. Sie belagerten Schloss Kronborg, das sie schließlich einnahmen. 
Während dieser Zeit organisierte Lorenz Tuxen eine von ihm angeführte, weitverzweigte Widerstandsbewegung. Im Rahmen dieses Guerrilakrieges bereitete er den Schweden über ein Jahr lang große Probleme. Tuxen bemühte sich um einen Nachrichtenaustausch mit Kopenhagen und ließ hierfür Schiffe unter großen Gefahren den Öresund durchfahren. Gemeinsam mit Reitvogt Hans Rostgaard gelang es ihm, vor einem schwedischen Sturm der Hauptstadt zu warnen. Tuxen und Rostgaard teilten dabei ihren Truppen den geplanten Angriffszeitpunkt, die militärische Ausrüstung der Schweden, deren genaue Bekleidung (weiße Hemden im Schnee) und weitere Details mit. Beiden hatten somit entscheidenden Anteil daran, dass die Dänen den schwedischen Eroberungsversuch in der Nacht zum 11. Februar 1659 abwehren konnten.
Anfang 1659 versuchte Tuxen erfolglos, die Schweden aus Schloss Kronborg zu vertreiben. Da einer seiner Schützen zu früh schoss, konnte er trotz sorgsamer Planung auch nicht Karl X. Gustav gefangen nehmen. Ein Wirken im Untergrund war ihm danach zunehmend unmöglich. Tuxen floh nach Kopenhagen und leistete bis zum Ende der Auseinandersetzungen Kriegsdienst. 
Um 1655 heiratete Tuxen in erster Ehe Christine Jostens aus Flensburg, die am 15. März 1678 begraben wurde. Ab 1661 wirkte er als Vizepräsident am Hofgericht. 1664 übernahm er das Amt des Hofkämmerers. In zweiter Ehe heiratete er 1680 in Kopenhagen Maria Momsen. Seine Nachfahren wurden später als „de Tuxen“ geadelt.